# そば茶

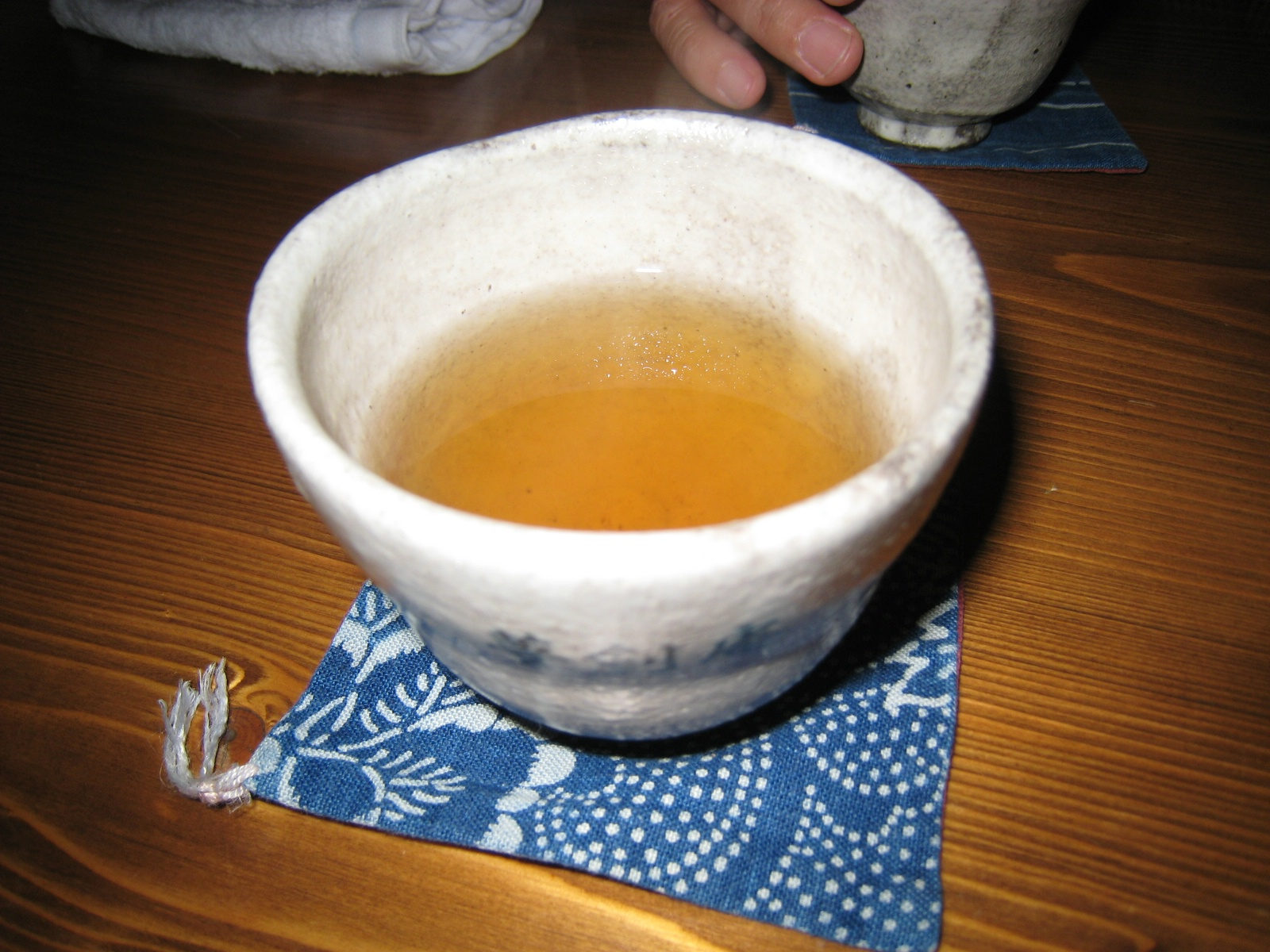
そば茶（2006年11月6日）

そば茶（そばちゃ）とは、穀物のそばの実を原料として、脱皮、焙煎加工した、茶系飲料の一種。そば特有の、独特の香味がある。
原料として普通そばを用いた「そば茶」と、ルチンが豊富に含まれるダッタンソバを用いた「だったんそば茶」がある。近年、だったんそば原料の茶系飲料が大手飲料メーカーによりペットボトルで発売された。
これらの原材料は、食品衛生法によるアレルゲンの特定原材料7品目の1つとして表示が義務付けられている。